# 微管相关蛋白
在細胞生物學中，微管相關蛋白（Microtubule-associated protein,MAPs）是與細胞骨架的微管相互作用的蛋白質。

## 外部連結
- 醫學主題詞表（MeSH）：Microtubule-Associated+Proteins